# Pseudomyrmex venustus
Pseudomyrmex venustus é uma espécie de formiga do género Pseudomyrmex, subfamilia Pseudomyrmecinae. Esta espécie foi descrita cientificamente por Smith em 1858.

## Distribuição
Encontra-se em Bolívia, Brasil, Colômbia, Panamá e Peru.